# Ашеров, Акива Товиевич
Аки́ва То́виевич Аше́ров (укр. Аківа Товійович Ашеров; 18 февраля 1938, Симферополь — 14 июня 2011, Харьков) — советский и украинский кибернетик, доктор технических наук, профессор.

## Биография
Родился 18 февраля 1938 года в Симферополе в крымчакско-еврейской семье. Отец — Товий (Анатолий) Акимович Ашеров (1906—1945), уроженец Карасубазара, работал машинистом паровоза. В 1941 году был призван в действующую армию, а 8 апреля 1945 года умер от ранения и похоронен в Польше. Имел правительственные награды: орден Красной Звезды и орден Славы 3-й степени. Мать — Мария Зиновьевна Ягудина, работала воспитателем детского сада, затем в артели инвалидов.
После окончания средней школы в 1955 году поступил на металлургический факультет Донецкого политехнического института, который окончил с отличием в 1960 году, получил квалификацию инженера-механика по специальности «механическое оборудование заводов чёрной и цветной металлургии».
По распределению был направлен на работу на Харьковский завод транспортного машиностроения имени В. А. Малышева. Последовательно работал слесарем, потом мастером по ремонту оборудования кузнечного цеха, старшим инженером исследователем в расчетном бюро отдела главного конструктора по тепловозостроению.
Параллельно с работой в 1965 году окончил с отличием факультет автоматики и приборостроения Харьковского политехнического института, получил квалификацию инженера-электрика по специальности «математические и расчётно-вычислительные приборы и оборудование». В 1966 году поступил на дневное отделение аспирантуры Украинского заочного политехнического института. Руководил группой разработчиков автоматизированной системы управления производством Комсомольского рудоуправления, принимал участие в проектировании АСУ Изюмским приборостроительным заводом, Западно-Сибирским и Новолипецким металлургическими заводами, Магнитогорским металлургическим комбинатом, разрабатывал АИС ВШ (автоматизированную информационную систему высшей школы УССР) и высшего учебного заведения. Степень кандидата технических наук по специальности «Техническая кибернетика» получил в Харьковском институте радиоэлектроники в 1970 году, защитив диссертацию на тему «Модели функционирования автоматизированной технико-экономической системы управления промышленным предприятием».
После аспирантуры остался работать в академии, последовательно пройдя следующие должности: младший научный сотрудник, старший научный сотрудник, заведующий отделением, заведующий отраслевой научно-исследовательской лаборатории промышленной кибернетики. С 1981 года руководил работами, выполняемыми отраслевой НИЛ промышленной кибернетики по теме «Разработка общих принципов создания и функционирования международного банка эргономических данных» программы научно-технического сотрудничества стран-членов СЭВ по проблеме «Разработка научных основ эргономических норм и требований». В 1984 году возглавил кафедру «Вычислительной техники», впоследствии ставшей кафедрой «Информатики и компьютерных технологий».
Создал свою научную школу по проблемам создания, обеспечения качества и эффективности функционирования информационно-вычислительных систем в АСУП, более десяти выпускников которой защитили диссертации на соискание степени кандидата технических наук. К этому времени опубликовал близко 150 научных трудов, в том числе в зарубежных изданиях. Регулярно выезжал с докладами на международные научные конференции и симпозиумы как в республики СССР, так и в страны Европы, США. Получил признание и заслуженный авторитет в международной научной среде.
В 1992 году в Ленинградском электротехническом институте защитил докторскую диссертацию на тему «Методы и средства эргономического проектирования компьютерных технологий обработки информации в дискретных информационно-производственных эрготехнических системах» (05.02.20) и получил степень доктора технических наук по специальности «Эргономика», а в 1994 году звание профессора кафедры информатики и вычислительной техники.
С конца 1990-х годов занялся проблемами инженерной педагогики. Подготовил несколько десятков ведущих преподавателей технических вузов Украины к защите диплома «Международного инженера-педагога» (ING — PAED IGIP). Руководил подготовкой около десяти кандидатов педагогических наук. Консультировал пять докторов педагогических наук. Выпустил более 40 монографий и научных пособий, опубликовал более 100 статей в области инженерной педагогики, психологии и эргономики.

## Основные направления научной работы
- Теория АСУ;
- эргономика информационных технологий;
- надежность, качество и эффективность человеко-машинных систем управления и обучения;
- математическая теория обучения.

Подготовил более чем 260 научных и научно-методических работ, в том числе автор пособия «Подготовка, экспертиза и защита диссертаций», соавтор справочника «Информационно — управляющие человеко-машинные системы: исследование, проектирование, испытания» и д.р.

## Профессиональная деятельность
26 апреля 1996 был избран действительным членом Международной Академии информатизации по отделению «Общественное развитие и общественная информация», академик международной академии человека в аэрокосмических системах, занимал должность главы Восточной региональной группы Всеукраинской эргономической ассоциации.
С 1999 г. Занимал должность Генерельного секретаря Украинского национального мониторингового комитета Международного общества инженерной педагогики, имел звание «Европейский инженер педагог» (ING — PAED IGIP) (диплом UA — 002). С 2000 г. Был директором Центра переподготовки и повышения квалификации преподавателей технических высших учебных заведений III—IV уровней аккредитации по системе Международного общества инженерной педагогики, созданного в УИПА по приказу № 61 Министерства образования и науки Украины от 21 марта 2000 г.
Был членом экспертного Совета ВАК Украины по педагогическим наукам; членом специализированного Совета по защите докторских диссертаций при Харьковском государственном автомобильно-дорожном техническом университете по специальности «Эргономика»; членом специализированного Совета по защите кандидатских диссертаций при Украинской инженерно-педагогический академии по специальности «Инженерная психология»; главой Совета по компьютеризации Украинской инженерно-педагогической академии.
Отличник образования Украины (свидетельство № 29749), награждён медалью «Ветеран труда» (24.08.1989).